# Yvon Le Roux
Yvon Le Roux, född 19 april 1960 i Plouvorn, är en fransk fotbollstränare och före detta spelare. Under sin karriär spelade han bland annat för Marseille där han vann Ligue 1 1989. Le Roux gjorde även 28 landskamper för Frankrikes landslag och var med när landet vann EM 1984 samt tog VM-brons 1986. I finalen av EM 1984 blev Le Roux utvisad, men Frankrike kunde trots det vinna med 2-0 mot Spanien.

## Meriter
Monaco
- Coupe de France: 1985

Marseille
- Ligue 1: 1989
- Coupe de France: 1989